# منتخب فرنسا لهوكي الجليد

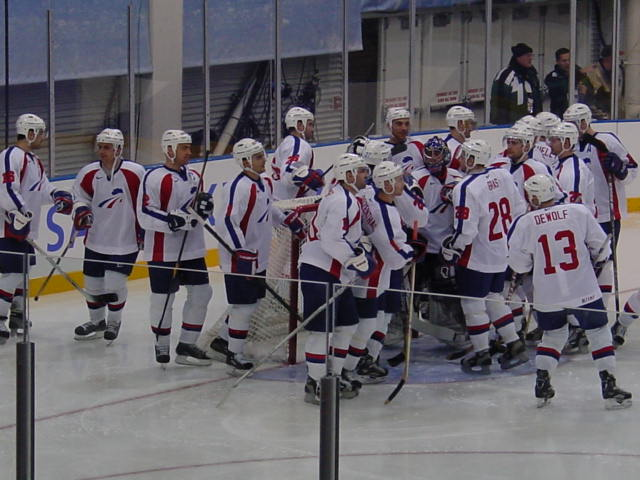
منتخب فرنسا لهوكي الجليد في الألعاب الأولمبية الشتوية 2002.

منتخب فرنسا الوطني لهوكي الجليد هو منتخب وطني يمثل فرنسا في منافسات هوكي الجليد الدولية، يعتبر من أقوى منتخبات هوكي الجليد في العالم، بدأ منافساته في سنة 1905، نافس في بطولة العالم لهوكي الجليد 56 مرة، نافس في بطولة أوروبا لهوكي الجليد 4 مرات وفاز ببطولة 1924، يحتل حالياً التصنيف الثالث عشر على العالم.